# Pedicularis tahaiensis
Pedicularis tahaiensis är en snyltrotsväxtart som beskrevs av Bonati. Pedicularis tahaiensis ingår i släktet spiror, och familjen snyltrotsväxter. Inga underarter finns listade i Catalogue of Life.